# Esteve d'Edessa
Esteve d'Edessa (en llatí Stephanus, en grec antic Στέφανος) fou un destacat metge romà d'Orient nadiu d'Edessa a Síria, un dels més destacats del seu temps.
Va fer grans serveis al rei Cobades I de Pèrsia al començament del segle vi que el va recompensar generosament. Durant el setge d'Edessa per Còsroes I, el fill de Cobades, l'any 544, els seus conciutadans el van enviar per intercedir per la ciutat. Presentat davant del rei es va atribuir ell mateix el fet d'haver-lo criat i d'haver influït en el seu pare per nomenar-lo successor en lloc del seu germà gran, segons diu l'historiador Procopi. Però la seva missió no va tenir èxit i el rei va seguir amb el setge, que finalment va haver d'aixecar.